# Solberg järnvägsstation
Solberg järnvägsstation (finska: Päivölän rautatieasema) är en före detta järnvägsstation på Kustbanan Åbo-Helsingfors i Ingå i det finländska landskapet Nyland. Stationen ligger 7,6 km från Sjundeå järnvägsstation och 6,1 km från Täkter station. Solberg järnvägsstation öppnades i september 1903 i den före detta kommunen Degerby.

## Historia och arkitektur
Solbergs stationsbyggnad är byggd enligt Järnvägsstyrelsens överarkitekt Bruno Granholms  ritningar. Stationsbyggnaden är av  klass V och liknar stationerna i Masaby, Käla och Täkter. Den utvidgades år 1910 och kring stationen växte ett litet stationssamhälle upp, som fick en egen folkskola samma år som kustbanan invigdes. Solberg var den enda järnvägsstationen i Degerby kommun. Den låg 6 km från Degerby kyrkby som var kommunens centrum. Från kyrkbyn åkte man oftast ändå till Sjundeå järnvägsstation eftersom vägförbindelsen till Sjundeå var mycket bättre än till Solberg.
År 1944 blev Solberg station en del av Porkalaområdet i Sovjetunionen. För att ersätta den nu sovjetkontrollerade stationen byggde man Tyris hållplats på Kustbanan cirka 1 km mot Åbo. När Porkalaområdet returnerades till Finland öppnades Solberg station igen. Stationen avbemannades i mars 1968 och senare samma år revs  hela bangården förutom ett sidospår.
Posten hade kontor i stationsbyggnaden fram till år 1991 även om en ny järnvägsdel norrut från Solberg hade invigts redan i september 1982. Solberg station stängdes officiellt den 2 juni 1991. Redan i början av året hade dock regionaltågen  ersätts av VR-bussar.
Nuförtiden fungerar stationen som ett privat hem.